# Classic (motorbåtsport)
Classic är en öppen racingklass där båtar av en modell äldre än 25 år deltar. Klassen är fri med avseende på båtform och motortyp.